# Урбино
Урбино (на италиански: Urbino) е град в Италия. Градът e в списъка на ЮНЕСКО за Световното културно наследство.
Население 15 566 жители към 28 февруари 2009 г.

## География
Урбино е в област (регион) Марке на провинция Пезаро и Урбино, Централна Италия. 
Има жп гара. На около 40 km на изток от Урбино се намира провинциалният център град Пезаро.

## История
През III век Урбино е под римско владичество.
Получава статут на град през 568 г.
От 1474 г. до 1626 г. е столица на едноименното херцогство (Херцогство Урбино, съществувало между XI и XVII век). През този период е прочут художествен център. 
Впоследствие влиза в състава на Кралство Италия.

## Архитектурни забележителности
- Университетът в Урбино - основан през 1506 г.
- Херцогският дворец (сега картинна галерия)
- Катедралата
- Църквата „Сан Донато“
- Църквата „Сан Доменико“
- Църквата „Сан Франческо“
- Църквата „Сан Бернардино“

## Икономика
Основни отрасли в икономиката на Урбино са туризмът и селското стопанство.

## Спорт
- През 1998 г. в Урбино финишира в 1-вия етап от Колоездачната обиколка на Италия. Победител е Жан-Франсоа Бернар.

## Личности
Родени
- Федерико Барочи (1528 – 1612), художник
- Рафаело Санцио (1483 – 1520), художник
- Валентино Роси (р.1979), мотоциклетист
- Полидор Върджил (1470 – 1555), английски историк
- Папа Клементе XI (живял - 1649 – 1721)

Починали
- Федерико Барочи (1528 – 1612) художник

## Побратимени градове
- Блоа, Франция от 2003 г.

## Фотогалерия
- Херцогският дворец
- Катедралата
- Църквата „Сан Бернардино“
- Църквата „Сан Доменико“
- Църквата „Сан Франческо“
- Площад „Сан Франческо“
- Египетски обелиск